# Armando Poggioli

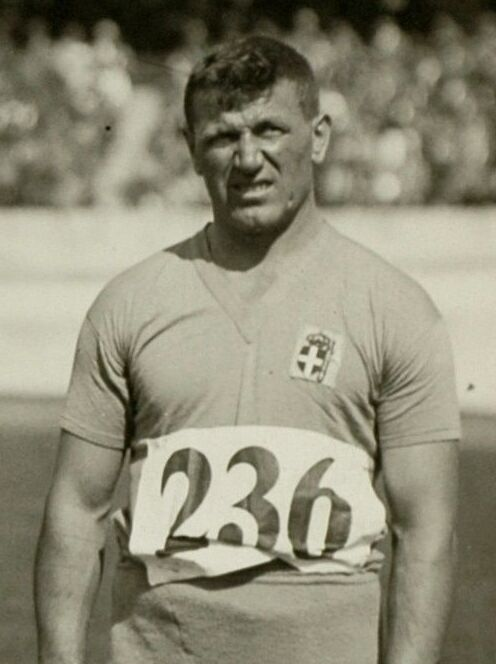
Armando Poggioli (1928)

Armando Remigio Maria Poggioli (* 16. Juni 1888 in Modena; † 21. Januar 1967) war ein italienischer Hammer- und Diskuswerfer.
Bei den Olympischen Spielen 1924 in Paris kam er im Diskuswurf auf den 25. Platz.
Im Hammerwurf wurde er bei den Olympischen Spielen 1928 in Amsterdam Vierter, bei den Olympischen Spielen 1932 in Los Angeles Achter und bei den Leichtathletik-Europameisterschaften 1934 in Turin Sechster.

## Persönliche Bestleistungen
- Diskuswurf: 37,14 m, 1922
- Hammerwurf: 49,43 m, 15. Juli 1928, Bologna